# Victor Borge
Victor Borge (rođen kao Børge Rosenbaum, Kopenhagen, 3. siječnja 1909. – Greenwich, Connecticut, 23. prosinca 2000.) bio je danski i američki komičar i pijanist.

## Životopis
Børge je rođen u židovskoj glazbeničkoj obitelji. Klavir je počeo svirati već u ranom djetinjstvu, a 1918. dobio je stipendiju danske Kraljevske glazbene akademije. Nastupa diljem Europe. Za vrijeme Drugog svjetskog rata emigrirao je u Sjedinjene Američke Države i počeo koristiti pseudonim Victor Borge. Nastupa i vodi radijske i televizijske emisije u kojima na šaljiv način interpretira klasičnu glazbu. Osobito uspješna je bila njegova predstava Comedy in Music. Nastupao je u mnogim poznatim svjetskim glazbenim ustanovama. Bio je aktivan sve do kraja života.

## Vanjske poveznice
- A Tribute to Victor Borge, stranica posvećena Victoru Borgu (engl.)